# 托马斯·霍克弗尔特
托马斯·霍克弗尔特（1940年6月29日—）是一位瑞典医生、神经科学家和细胞生物学家，卡罗林斯卡学院组织学教授，斯德哥尔摩皇家理工学院皇家理工学院教授。